# Biesowo

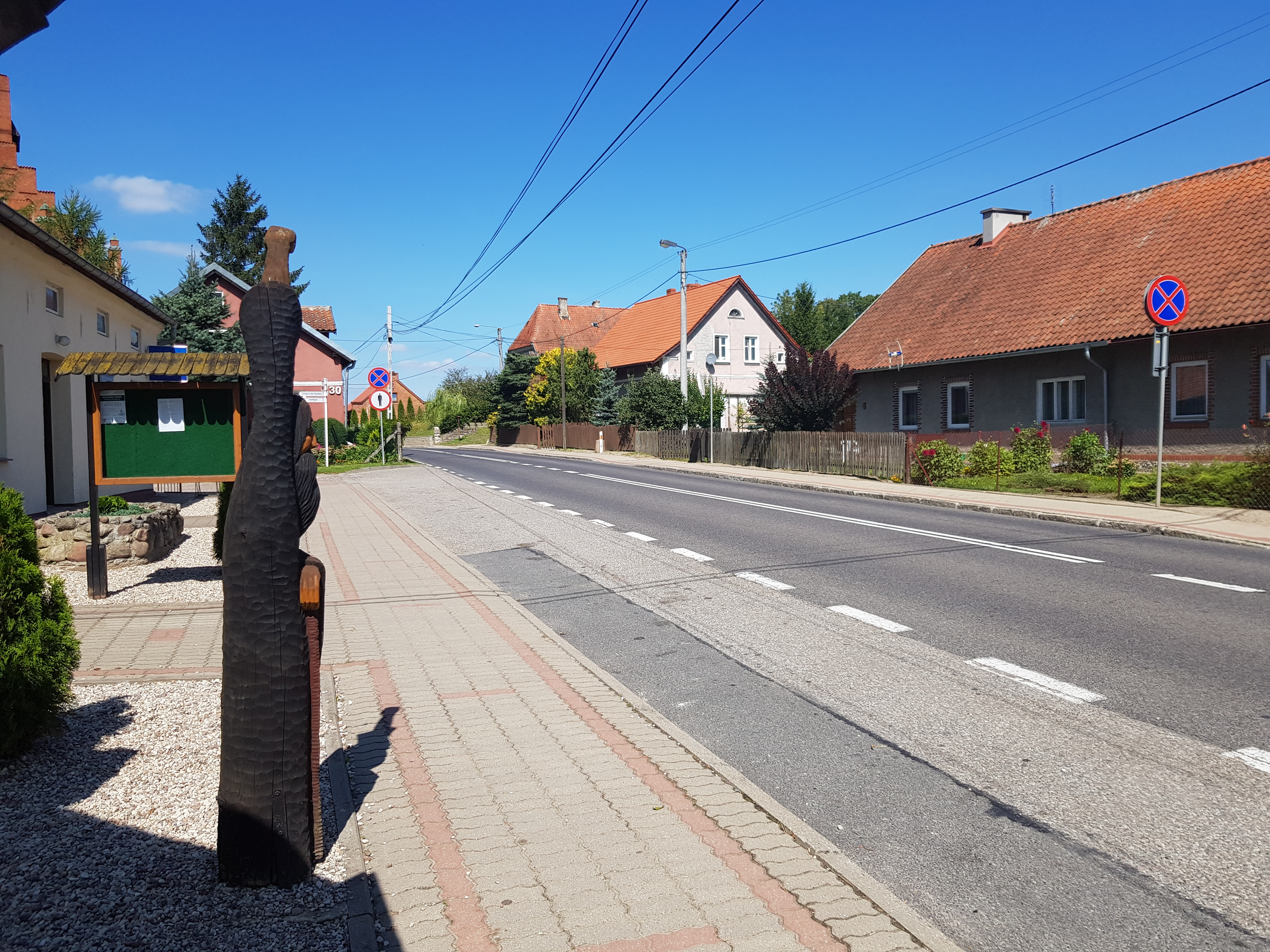

Biesowo (niem. Groß Bössau, 1927–1945 Groß Bößau) – wieś w Polsce położona w województwie warmińsko-mazurskim, w powiecie olsztyńskim, w gminie Biskupiec.
W latach 1954–1957 wieś była siedzibą gromady Biesowo. W latach 1975–1998 miejscowość należała administracyjnie do województwa olsztyńskiego.
Wieś warmińska położona w pobliżu jezior: Dadaj i Tejstymy, pośród uprawnych pół, na granicy kompleksów leśnych. Panoramę wsi charakteryzuje starodrzew, skomponowany z kościelną wieżą. Przez środek wsi płynie rzeka Biesówka.

## Historia
Nazwa wsi powstała od zniekształcenia pruskiego nazwiska Bethse. Pierwotna nazwa wsi Bethsaw, w 1576 Bessaw, w 1615 Gross Besau.
Wieś lokowana 24 lipca 1354 na prawie chełmińskim. Dwaj rycerze, bracia Mikołaj i Santirme, wnieśli roszczenia do wsi Wojnity, która należała do biskupa. Powoływali się na przywilej biskupa warmińskiego Henryka Fleminga. Spór zakończył się decyzją sądu polubownego, który polecił biskupowi warmińskiemu Janowi z Miśni dać w drodze odszkodowania wspomnianym braciom obszar podwójnej wielkości w innym miejscu. Biskup wyznaczył 60 włók ziemi, z których rycerze wydzielili 20 włók na własny folwark (późniejsze Biesówko) oraz 40 włók przeznaczyli na wieś czynszową (Biesowo) i osadzili chłopów. Osadnicy byli zobowiązani do pracy w Biesówku i otrzymali 10 lat wolnizny. Rycerze zobowiązani byli do jednej służby zbrojnej w czasie wojny oraz czynszu rekognicyjnego i płużnego. Osadzeni chłopi zobowiązani byli do pracy przy budowie i naprawie zamków biskupów. W drodze łaski zapewniono ich, że nie będą wzywani do prac przy zamku w odległym Braniewie. Wspomnianym rycerzom przysługiwało sądownictwo niższe, prawo połowu ryb w jeziorze Tejstymy oraz uzyskali przywilej do młyna na prawie chełmińskim, wraz z niewielkim ogrodem (przywilej odnowiony w 1412).
W 1486 Biesowo wraz z Biesówkiem przeszło w posiadanie kapituły dobromiejskiej. W 1562 kapituła wydała przywilej na prawie chełmińskim dla karczmy w Biesowie. wieku przeszła w posiadanie kapituły kolegiackiej w Dobrym Mieście.
W czasie wojen szwedzkich Biesowo bardzo ucierpiało. Zniszczenia były na tyle duże, że w 1633 r. kapituła musiała wyznaczyć dla sołtysa trzy włoki jako stałe uposażenie.
Kościół wybudowano najprawdopodobniej zaraz po założeniu wsi. W czasie wojny trzynastoletniej kościół był częściowo zniszczony. Pierwszym znanym proboszczem w Biesowie był Mikołaj Molner (rok 1480). W XVI w., najprawdopodobniej w czasie wojny z lat 1519–1521, kościół był ponownie zniszczony. W 1580 biskup Marcin Kromer powtórnie poświęcił wyremontowaną świątynię. W roku 1827 w skład parafii wchodziły wsie: Biesowo, Biesówko, Droszewo, Wilimy, Czerwonka, Zarębiec, Zerbuń. W tym czasie w parafii było 702 Polaków. Jeszcze w połowie XIX w. kazania odbywały się w języku polskim trzy razy w miesiącu (raz w języku niemieckim). Śpiewano 47 pieśni polskich i tylko 5 niemieckich. Na początku XX w. kościół spalił się, a na jego miejscu postawiono nowy (wyświęcony w 1911). W 1913 (18–25 maja) w Biesowie odbyły się misje w języku polskim. Z tej okazji wydano ulotkę.
W czasie I wojny światowej w rejonie Czerwonka – Zerbuń – Biesowo rozegrała się bitwa pomiędzy wojskami niemieckimi a rosyjskimi (25–26 sierpnia 1914).
Szkołę założono prawdopodobnie z chwilą powstania parafii. Informacja o szkole pojawia się w 1802 r., przy okazji zestawienia szkół na Warmii. W 1827 do szkoły uczęszczało 108 dzieci, a językiem wykładowym był polski. W 1853 r. do szkoły uczęszczały także dzieci z Biesówka i Zarębca. W tym czasie było 77 uczniów, a nauka odbywała się po polsku i po niemiecku. Nauczycielem religii był Stefan Behrendt. W 1935 była to szkoła z dwoma nauczycielami i 77 dzieci.
Po II wojnie światowej szkoła podstawowa w Biesowie została uruchomiona 27 sierpnia 1945 roku.
Od 1890 działała tu biblioteka Towarzystwa Czytelni Ludowych, obejmująca swoim zasięgiem całą parafię w Biesowie. W 1890 bibliotekarzem był Antoni Sokołowski, a później – Piotr Langkau. W 1920 założono we wsi polską bibliotekę. W latach 1920–1939 w Biesowie działał mąż zaufania Związku Polaków w Niemczech.
W roku 2005 i 2007 Biesowo zajęło pierwsze miejsce w konkursie „Czysta i estetyczna zagroda – estetyczna wieś”, organizowanym przez Związek Gmin Warmińsko-Mazurskich.
Od 2007 w sierpniu w Biesowie odbywa się duża regionalna impreza kulinarna – Warmińska Uczta Pierogowa, mająca na celu propagowanie produktu regionalnego – tradycyjnego pieroga warmińskiego.

## Zabytki
Neogotycki kościół z 1911 (proj. Fritz Heitmann), ze sklepieniem krzyżowo-żebrowym i witrażami, wybudowano na miejscu wcześniejszej świątyni. W bogatym wnętrzu przetrwał do dziś barokowy krucyfiks, dziesięć barokowych świeczników, rzeźba Madonna z Dzieciątkiem, gotycko-renesansowy kielich z 1606, a także zegar z XVIII wieku. Świątynia posiada wieżę o charakterystycznym zwieńczeniu w postaci latarenki na dwuspadowym dachu.
We wsi znajduje się też zabytkowy młyn z XIX wieku oraz kamienica z tego samego okresu. Przy drodze klasycystyczna kaplica, w pobliżu Biesowa znajduje się kurhan z pozostałością kamiennej okładziny.

## Inne atrakcje
Od kilku lat cyklicznie latem w Biesowie odbywa się Warmińska Uczta Pierogowa. W programie są kiermasze pierogów, konkursy, występy, zwyczaje warmińskie. Można spróbować pierogów z różnymi farszami, m.in.: z kapustą i grzybami, szlacheckich, warmińskich, ruskich, z kurkami, ze szczupakiem, ze szpinakiem, z mięsem, z owocami na słodko i dużo, dużo więcej. W roku 2014 VIII Warmińską Ucztę Pierogową odwiedzili m.in. Urszula Pasławska, podsekretarz stanu w Ministerstwie Skarbu Państwa, Jacek Protas, marszałek województwa i Janusz Sypiański, przewodniczący zarządu ZGW-M.

## Demografia
W czasie zajęcia Warmii przez elektora brandenburskiego przeprowadzono spis powszechny. W tym czasie Biesowo liczyło 14 gospodarstw chłopskich, nie wliczając w to zagrodników i chałupników. W 1783 roku w Biesowie było 41 budynków mieszkalnych. Liczba mieszkańców: w 1820 – 234 osób, w 1848 – 399, w 1939 – 657, w 1998 – 353.